# Dobsonia peroni
Il pipistrello della frutta dal dorso nudo occidentale (Dobsonia peroni Geoffroy, 1810) è un pipistrello appartenente alla famiglia degli Pteropodidi, endemico delle Isole della Sonda.

## Descrizione

### Dimensioni
Pipistrello di medie dimensioni, con la lunghezza della testa e del corpo tra 154 e 186 mm, la lunghezza dell'avambraccio tra 103,3 e 129,6 mm, la lunghezza della coda tra 18,8 e 33,5 mm, la lunghezza delle orecchie tra 26 e 29 mm, un'apertura alare fino a 82,7 cm e un peso fino a 340 g.

### Aspetto
La pelliccia è corta. Il colore della testa è bruno-olivastro, quello delle spalle è verde oliva scuro mentre le parti ventrali sono verde oliva. Il muso è relativamente corto e largo, le narici sono leggermente tubulari, gli occhi sono grandi. Le orecchie sono bruno-olivastro scuro, lunghe e appuntite. Le membrane alari sono bruno-olivastro scuro e attaccate lungo la spina dorsale, dando l'impressione di una schiena priva di peli. La coda è ben sviluppata, mentre l'uropatagio è ridotto ad una sottile membrana che si estende lungo la parte interna degli arti inferiori. Produce un forte odore di muschio. La sottospecie D.p.grandis è la più grande.

## Biologia

### Comportamento
Si rifugia all'interno di grotte e nei crepacci dove forma colonie fino a circa 300 individui. Occasionalmente è stata osservata riposare su alberi del genere Corypha e Borassus, particolarmente di giorno e vicino ad aree dove si nutre. È adattata agli ambienti più degradati. Le attività di ricerca del cibo iniziano con il calare del buio.

## Alimentazione
Si ciba di frutti di Borassus, Muntingia e di due specie native di Ficus.

### Riproduzione
Sono state osservate femmine gravide in marzo, e maschi pronti all'accoppiamento tra marzo ed aprile.

## Distribuzione e habitat
Questa specie è endemica delle Isole della Sonda.
Vive fino a 1.220 metri di altitudine.

## Tassonomia
Sono state riconosciute due sottospecie:
- D.p. peroni: Lembata, Pantar, Alor, Wetar, Babar, Timor, Semau, Sumba, Savu, Roti;
- D.p. grandis (Bergmans, 1978): Bali, Nusa Penida, Lombok, Sumbawa, Moyo, Sangeang, Komodo, Rinca, Flores.

## Conservazione
La IUCN Red List, considerato il vasto areale e la popolazione numerosa, classifica D. peroni come specie a rischio minimo (Least Concern)).